# Championnat du Kazakhstan de football 2000
Navigation
Saison précédente Saison suivante
La saison 2000 du championnat du Kazakhstan de football était la 9e édition de la première division kazakhe, la Top Division. Les seize meilleures équipes du pays sont regroupées au sein d'une poule unique, où tous les clubs s'affrontent en matchs aller et retour. En fin de saison, les deux derniers du classement sont relégués et remplacés par les deux meilleurs club de Perveja Liga, la deuxième division kazakhe.
C'est le club du FC Zhenis Astana qui remporte le titre cette saison à la suite de sa victoire lors du match pour le titre face au FC Access-Golden-Grain, après que les deux clubs ont terminé à égalité en tête du classement du championnat. C'est le tout premier titre de l'histoire du club.
Le club du FC Batyr Ekibastuz déclare forfait après la 15e journée. Après cette même journée, les clubs du FC Tomiris Shymkent et du FC Zhiger Shymkent fusionnent pour former le club du FC Dostyk, qui prend la place du FC Tomiris. Les futurs adversaires du FC Zhiger ont quant à eux match gagné sur tapis vert 3-0.

## Les 16 clubs participants
| - FC CSKA Almaty - FK Taraz - FC Zhiger Shymkent - FC Zhenis Astana - FC Tobol Koustanaï - FC Access-Golden-Grain - FC Kaysar-Hurricane - FC Zhetysu Taldykorgan | - FC Batyr Ekibastuz - Forfait - FC Shakhter-Ispat-Karmet - FC Irtych Pavlodar - FC Vostok-Adil - FC Yelimay Semipalatinsk - FC Kairat Almaty - FC Akmola - FC Tomiris Shymkent |

## Compétition
Le barème de points servant à établir les classements se décompose ainsi :
- Victoire : 3 points
- Match nul : 1 point
- Défaite : 0 point

### Classement
| Rang | Équipe                     | Pts | J  | G  | N | P  | Bp | Bc | Diff |
| ---- | -------------------------- | --- | -- | -- | - | -- | -- | -- | ---- |
| 1    | FC Zhenis Astana           | 74  | 28 | 24 | 2 | 2  | 69 | 20 | +49  |
| 2    | FC Access-Golden-Grain     | 74  | 28 | 24 | 2 | 2  | 59 | 10 | +49  |
| 3    | FC Irtysh Pavlodar (T)     | 60  | 28 | 19 | 3 | 6  | 50 | 26 | +24  |
| 4    | FC Kairat Almaty (C)       | 60  | 28 | 18 | 6 | 4  | 48 | 17 | +31  |
| 5    | FC Shakhter-Ispat-Karmet   | 48  | 28 | 14 | 6 | 8  | 38 | 26 | +12  |
| 6    | FC Kaysar-Hurricane        | 43  | 28 | 12 | 7 | 9  | 36 | 23 | +13  |
| 7    | FC Tobol Koustanaï         | 42  | 28 | 13 | 3 | 12 | 42 | 39 | +3   |
| 8    | FC Yelimay Semipalatinsk   | 41  | 28 | 12 | 5 | 11 | 43 | 33 | +10  |
| 9    | FC CSKA Almaty             | 36  | 28 | 12 | 3 | 13 | 39 | 35 | +4   |
| 10   | FC Akmola                  | 29  | 28 | 8  | 5 | 15 | 25 | 34 | -9   |
| 11   | FC Vostok                  | 28  | 28 | 8  | 4 | 16 | 30 | 45 | -15  |
| 12   | FK Taraz                   | 26  | 28 | 7  | 5 | 16 | 22 | 47 | -25  |
| 13   | FC Dostyk                  | 19  | 28 | 5  | 4 | 19 | 24 | 53 | -29  |
| 14   | FC Zhetysu Taldykorgan     | 14  | 28 | 4  | 2 | 22 | 15 | 73 | -58  |
| 15   | FC Zhiger Shymkent         | 4   | 28 | 1  | 1 | 26 | 13 | 72 | -59  |
| 16   | FC Batyr Ekibastuz forfait | 4   | 15 | 3  | 1 | 11 | 5  | 26 | -21  |

|  | Participation au match pour le titre                        |
|  | Relégation en Perveja Liga                                  |
|  | (T) Tenant du titre (C) Vainqueur de la Coupe du Kazakhstan |

### Matchs

#### Match pour le titre
| 29 octobre 2000 | FC Zhenis Astana                     | 2 - 0 | FC Access-Golden-Grain | Almaty Central Stadium, Almaty            |                                           |
|                 | Sepashvili 9e · Kornienko 86e (pen.) |       |                        | Spectateurs : 10 000 Arbitrage : B.Tuseev | Spectateurs : 10 000 Arbitrage : B.Tuseev |

## Bilan de la saison
| Championnat du Kazakhstan de football 2000 |                              |
| Champion                                   | FC Zhenis Astana (1er titre) |
| Coupes et trophées                         |                              |
| Vainqueur de la Coupe du Kazakhstan 2000   | FC Kairat Almaty             |
| Promotions et relégations                  |                              |
| Promus en Top Division                     | FK Aktobe FC Mangysau Aktau  |
| Relégués en Perveja Liga                   | FC Batyr Ekibastuz           |